# Drosophila fluvialis
Drosophila fluvialis este o specie de muște din genul Drosophila, familia Drosophilidae, descrisă de Masanori Joseph Toda și Peng în anul 1989. Conform Catalogue of Life specia Drosophila fluvialis nu are subspecii cunoscute.